# Petar Gligorovski
 (septembre 2021).
Si vous disposez d'ouvrages ou d'articles de référence ou si vous connaissez des sites web de qualité traitant du thème abordé ici, merci de compléter l'article en donnant les références utiles à sa vérifiabilité et en les liant à la section « Notes et références ».
Petar Gligorovski (en cyrillique: Петар Глигоровски , né: Perica Panov, cyrillique: Перица Панов, 3 février 1938, † 4 décembre 1995) était un peintre yougoslave et animateur.

## Biographie
Gligorovski était dans les années 1950, l'un des pionniers de la bandes dessinées en ex-Yougoslavie. Après une formation à l'Académie des Beaux-Arts de Belgrade et de la spécialisation dans le domaine de l'animation de Zagreb, il a produit de 1963 à 1968 un certain nombre de dessins animés pour enfants pour TV Skopje.
Gligorovski a produit plusieurs films, une série de séquences techniques et expérimentales, et deux projets de film qui est resté inachevé.
La marque de ses films sont, principalement dans les polychrome formes biomorphiques et subtil des motifs répétitifs, qui forment un style unique et distinctif. Sur le plan thématique, ses films traités mythique des sujets universels tels que l'origine, montée et la chute de l'homme et avec des motifs de narration symbolique indo-européenne et biblique. Dans certaines œuvres, des images documentaires a été constituée pour renforcer le thème, et non pour des raisons attrait sensuel plus ou affichage de la technologie cinématographique.

## Filmographie
- 1971 : Embrion № M
- 1976 : Feniks
- 1977 : Adam: 5 do 12
- 1985 : A, 1985

## Récompense
- YFDSF Belgrade 1971, Récompense pour le réalisateur,
- YFDSF Belgrade 1977, Médaille d'or Beograd / «Adam: 5 do 12»
- Berlinale 1977, Ours d'argent, «Feniks», * 1977 Annessi, Grand Prix, «Feniks»
- YFDSF Belgrade 1982, d'une charte spéciale pour le travail de pionnier dans l'animation